# CAオサスナ
クルブ・アトレティコ・オサスナ（スペイン語: Club Atlético Osasuna、スペイン語発音: [ˈkluβ aðˈletiko osaˈsuna]）は、ナバラ州パンプローナに本拠地を置くスペインのサッカークラブ。プリメーラ・ディビシオンに所属している。

## 概要
1920年、パンプローナにあった2つのクラブが合併して設立された。パンプローナを州都とするナバーラ州では最も歴史の深いプロサッカークラブであり、スペインサッカー界ではオサスナを含めた4つのクラブしか許されていないソシオ制度を保っているクラブでもある。Osasunaという単語はバスク語で健康（health）という意味であり、強さ/力強さ(strength, vigor)という意味でも用いられる。ホームスタジアムは1967年に開設したエスタディオ・エル・サダール。練習場や女子チーム、カンテラなどはパンプローナ南の郊外にある「タホナルスポーツ施設」で活動している。
クラブのマスコットは「ロヒージョ」と「ロヒージャ」。2人とも大きなベレー帽をかぶっており、2002年に一度姿を消したが、2016年にサポーターの強い希望もあり、デザイン変更を経て再びクラブのマスコットとして復活した。
1990-91シーズンと2005-06シーズンには、ラ・リーガの舞台で史上最高となるリーグ戦4位を記録している。国際大会初出場は1985-86シーズンのUEFAカップだったが、2回戦でベルギーのKSVワレヘムに敗れた。2006-07シーズンはUEFAチャンピオンズリーグ・予選3回戦でドイツのハンブルガーSVにアウェーゴールの差で敗れUEFAカップに回った。

## 歴史
1920年にパンプローナにあった2つのチームが合併して設立された。1932年にセグンダ・ディビシオン（2部）に初昇格し、3シーズン後の1935年にプリメーラ・ディビシオン（1部）に初昇格した。クラブ史上初の1部で戦うシーズンとなったが、リーグ戦のラスト2試合を残して降格圏に沈み、あと一歩のところで残留を逃した。1940年代以降はテルセーラ、セグンダ、プリメーラの3部から1部を行き来する、いわゆるエレベータークラブだった。
1967年9月2日、クラブの新たなホームスタジアムとしてエスタディオ・エル・サダールが開場し、レアル・サラゴサとの試合で落成式となった。1984-85シーズンはリーグ戦で6位となり、初めて欧州カップ戦（UEFAカップ）出場権を獲得した。1990-91シーズンにもUEFAカップに出場して3回戦に到達した。1993-94シーズンはプリメーラ・ディビシオンで最下位となり、その後の6シーズンはセグンダ・ディビシオンで過ごした。
2002年に就任したハビエル・アギーレ監督はバスク人を中心とした選手構成を継続し、南米からの効果的な補強と下部組織出身の若手有望選手のトップチーム昇格により、クラブをプリメーラ・ディビシオンに完全に定着させた。2004年にはJリーグの湘南ベルマーレと業務提携を行い、湘南側にコーチなどを派遣している。2005-06シーズンは序盤戦から快進撃を続け、新星のラウール・ガルシアを中心として安定感ある戦いぶりを見せた。最終的には勝ち点68で並んだセビージャFCを直接対決の成績（オサスナの2勝）で上回り、過去最高位タイの4位でUEFAチャンピオンズリーグ予選出場権を獲得する歴史的なシーズンとなった。2006年夏に行われたUEFAチャンピオンズリーグ・予選3回戦でドイツのハンブルガーSVに敗れたため、本選グループリーグ出場は果たせなかったが、代わりに2006-07シーズンのUEFAカップグループリーグ出場権を得た。UEFAカップのグループリーグではイタリアのパルマFC、フランスのRCランス、デンマークのOBオーデンセ、オランダのSCヘーレンフェーンと同組になり、このグループを2位で通過すると、決勝トーナメント1回戦ではUEFAチャンピオンズリーググループリーグを3位で敗退したフランスのFCジロンダン・ボルドーと対戦し、ジャバド・ネクナムの得点により2試合合計1-0で勝利した。決勝トーナメント2回戦ではスコットランドのレンジャーズFCに2試合合計2-1で勝利し、準々決勝ではドイツのバイヤー・レヴァークーゼンに勝利した。大会開幕前はかませ犬として見られていたが、準決勝に駒を進めただけでなく、その攻撃的なスタイルでも称賛された。準決勝は同じスペインのセビージャFCとの対戦となり、結果的に優勝するクラブ相手に2-2（アウェーゴール差）で敗れた。2007-08シーズンと2008-09シーズンはリーグ戦でもがき苦しみ、2007-08シーズンは最終節に17位で残留を決めた。2008-09シーズンは開幕から11試合でわずか4得点と得点力不足に苦しみ、終盤戦まで降格圏内をさまよったが、降格圏内にいた36節からの強豪との3連戦（セビージャFC戦、FCバルセロナ戦、レアル・マドリード戦）を2勝1分で乗り切った。特にバルセロナには敵地で勝利し、最終節は相手に2人の退場者が出る乱戦であった。最終節で17位から14位に浮上してセグンダ・ディビシオン降格を回避した。なお、このシーズン限りで元キャプテンのセサル・クルチャガが現役引退した。
2016-17シーズンは3シーズンぶりに1部に昇格するも、なかなか降格圏を脱出できずにいた。第34節のFCバルセロナ戦で1-7と大敗し、降格が決まった。

## 施設

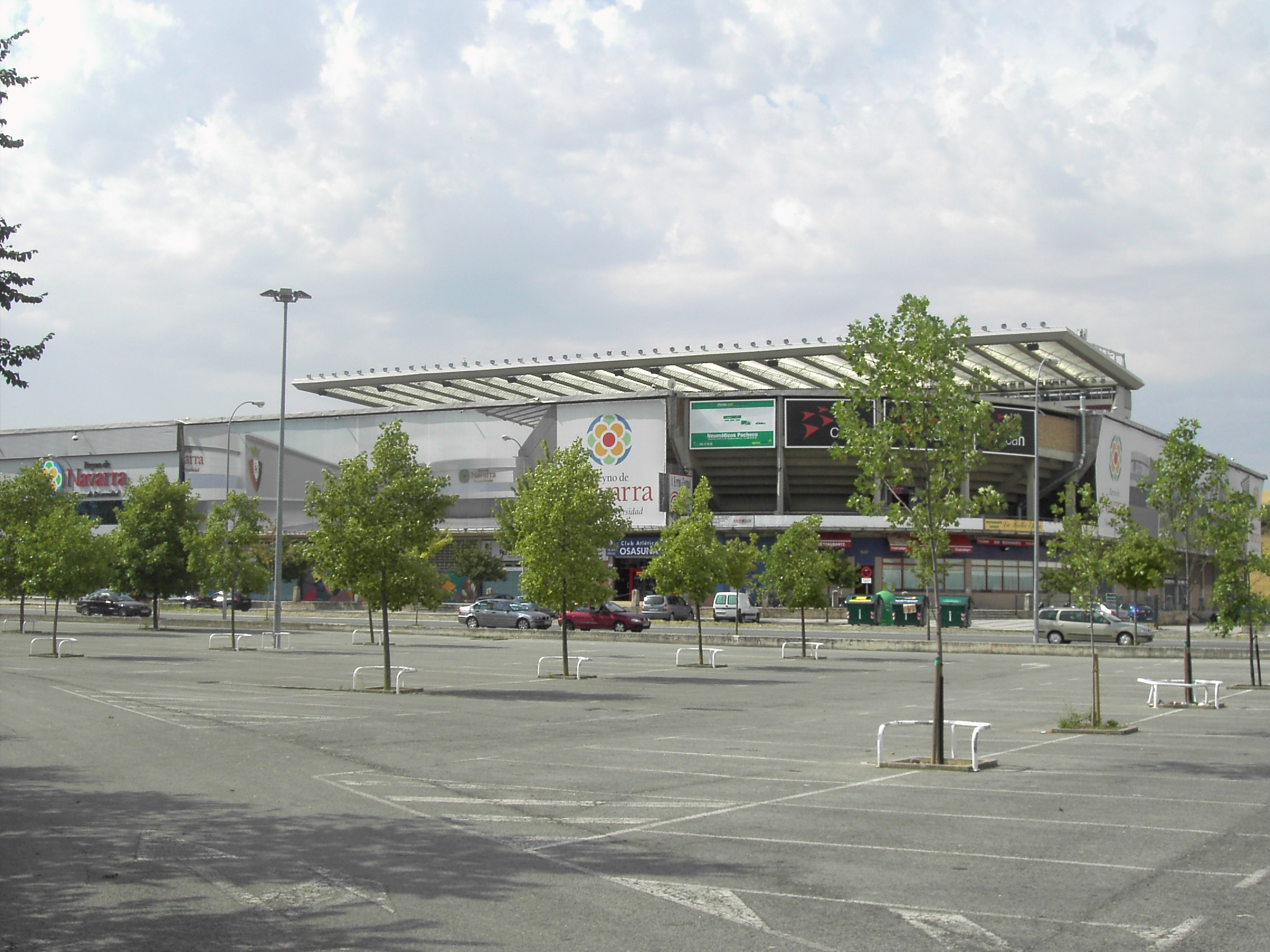
エル・サダール

CAオサスナのホームスタジアムであるエスタディオ・エル・サダールは、23,576人の観客を収容できる規模を誇る。1967年に開場し、2021年から全面改修が施されているこのスタジアムはピッチサイズ105 × 67.5メートルとなっている。
1982年7月に完成したタホナル練習場にはタホナル・フットボール・スクールの本拠地が置かれており、CAオサスナのカンテラにあたる機能を持った育成施設として運営されている。この施設は当時の会長だったフェルミン・エスクーラ会長による長年の計画の下に実現し、8万平方キロメートルもの広大な敷地の上に建設された。1987-88シーズンにさらなる敷地面積の拡大を決定し、2001年には新たに3つのピッチと更衣室、スクールの敷地に合計5面の様々な用途に合わせたピッチが付設された。
2012年に行われた大規模な改修では、70万ユーロを投資して施設内にある全てのピッチが最新の人工芝を用いたピッチに生まれ変わった。

## ユニフォーム
チームカラー
- 赤、  青
  - 赤はクラブのホームタウンであるパンプローナを州都とするナバラ州の州旗を表している[7]。

### スポンサーとサプライヤー
| 年        | サプライヤー | メインスポンサー  | サブスポンサー                                                       |
| 1985-1986 | Meyba        | なし              | なし                                                                 |
| 1986-1987 | ressy        | なし              | なし                                                                 |
| 1987-1990 | アンブロ     | Rosado de Navarra | なし                                                                 |
| 1990-1995 | Line 7       | Huarte            | なし                                                                 |
| 1995-1998 | Kappa        | ナバラ財団        | なし                                                                 |
| 1998-2008 | Astore       | ナバラ財団        | なし                                                                 |
| 2008-2010 | ディアドラ   | 英利緑色能源      | ナバラ財団                                                           |
| 2010-2012 | Astore       |                   | ナバラ財団                                                           |
| 2012-13   | Astore       |                   | ナバラ財団                                                           |
| 2013-2018 | アディダス   | Lacturale         | ナバラ財団                                                           |
| 2018-2020 | ヒュンメル   | Kirolbet          | エウスカルテル Construcciones y Obras Victorino Vicente Selk         |
| 2020-     | アディダス   | Verleal           | ナバーラ大学クリニック Construcciones y Obras Victorino Vicente Selk |

### 歴代ユニフォーム
| ホームユニフォーム | ホームユニフォーム | ホームユニフォーム | ホームユニフォーム | ホームユニフォーム |
| ------------------ | ------------------ | ------------------ | ------------------ | ------------------ |
| 2013-14            | 2014-15            | 2015-16            | 2016-17            | 2017-18            |
| 2018-19            | 2019-20            | 2020-21            | 2021-22            | 2022-23            |

## 成績

### 近年の成績
| シーズン | ディビジョン | 順位 | 試 | 勝 | 分 | 敗 | 得 | 失 | 点 | コパ・デル・レイ | 欧州カップ                          | 欧州カップ           |
| -------- | ------------ | ---- | -- | -- | -- | -- | -- | -- | -- | ---------------- | ----------------------------------- | -------------------- |
| 2000–01  | プリメーラ   | 15位 | 38 | 10 | 12 | 16 | 43 | 54 | 42 | ベスト32         |                                     |                      |
| 2001–02  | プリメーラ   | 17位 | 38 | 10 | 12 | 16 | 36 | 49 | 42 | ベスト32         |                                     |                      |
| 2002–03  | プリメーラ   | 12位 | 38 | 12 | 11 | 15 | 40 | 48 | 47 | 準決勝敗退       |                                     |                      |
| 2003–04  | プリメーラ   | 13位 | 38 | 11 | 15 | 12 | 38 | 37 | 48 | ベスト16         |                                     |                      |
| 2004–05  | プリメーラ   | 15位 | 38 | 12 | 10 | 16 | 46 | 65 | 46 | 準優勝           |                                     |                      |
| 2005–06  | プリメーラ   | 4位  | 38 | 21 | 5  | 12 | 49 | 43 | 68 | ベスト16         | UEFAカップ                          | 1回戦敗退            |
| 2006–07  | プリメーラ   | 14位 | 38 | 13 | 7  | 18 | 51 | 49 | 46 | 準々決勝敗退     | UEFAチャンピオンズリーグ UEFAカップ | 3回戦敗退 準決勝敗退 |
| 2007–08  | プリメーラ   | 17位 | 38 | 12 | 7  | 19 | 37 | 44 | 43 | ベスト32         |                                     |                      |
| 2008–09  | プリメーラ   | 15位 | 38 | 10 | 13 | 15 | 41 | 47 | 43 | ベスト16         |                                     |                      |
| 2009–10  | プリメーラ   | 12位 | 38 | 11 | 10 | 17 | 37 | 46 | 43 | 準々決勝敗退     |                                     |                      |
| 2010–11  | プリメーラ   | 9位  | 38 | 13 | 8  | 17 | 45 | 46 | 47 | ベスト32         |                                     |                      |
| 2011–12  | プリメーラ   | 7位  | 38 | 13 | 15 | 10 | 44 | 61 | 54 | ベスト16         |                                     |                      |
| 2012–13  | プリメーラ   | 16位 | 38 | 10 | 9  | 19 | 33 | 50 | 39 | ベスト16         |                                     |                      |
| 2013–14  | プリメーラ   | 18位 | 38 | 10 | 9  | 19 | 32 | 62 | 39 | ベスト16         |                                     |                      |
| 2014-15  | セグンダ     | 18位 | 42 | 11 | 12 | 19 | 41 | 60 | 45 | 2回戦敗退        |                                     |                      |
| 2015-16  | セグンダ     | 6位  | 42 | 17 | 13 | 12 | 47 | 40 | 64 | 2回戦敗退        |                                     |                      |
| 2016-17  | プリメーラ   | 19位 | 38 | 4  | 10 | 24 | 40 | 94 | 22 | ベスト16         |                                     |                      |
| 2017-18  | セグンダ     | 8位  | 42 | 16 | 16 | 10 | 44 | 34 | 64 | 3回戦敗退        |                                     |                      |
| 2018-19  | セグンダ     | 1位  | 42 | 26 | 9  | 7  | 59 | 35 | 87 | 2回戦敗退        |                                     |                      |
| 2019-20  | プリメーラ   | 10位 | 38 | 13 | 13 | 12 | 46 | 54 | 52 | ベスト16         |                                     |                      |
| 2020-21  | プリメーラ   | 11位 | 38 | 11 | 11 | 16 | 37 | 48 | 44 | ベスト16         |                                     |                      |
| 2021-22  | プリメーラ   | 10位 | 38 | 12 | 11 | 15 | 37 | 51 | 47 | ベスト32         |                                     |                      |
| 2022-23  | プリメーラ   | 7位  | 38 | 15 | 8  | 15 | 37 | 42 | 53 | 準優勝           |                                     |                      |
| 2023-24  | プリメーラ   | 11位 | 38 | 12 | 9  | 17 | 45 | 56 | 45 | ラウンド32       | スーペルコパ・デ・エスパーニャ      | 準決勝               |
| 2024-25  | プリメーラ   |      | 38 |    |    |    |    |    |    | 準々決勝敗退     |                                     |                      |

### 過去の成績（1929-2000）
| シーズン | ディビジョン | 順位 | コパ・デル・レイ |
| -------- | ------------ | ---- | ---------------- |
| 1929     | テルセーラ   | 7位  |                  |
| 1929-30  | 地域リーグ   | —    |                  |
| 1930-31  | テルセーラ   | 3位  |                  |
| 1931-32  | テルセーラ   | 1位  |                  |
| 1932-33  | セグンダ     | 8位  |                  |
| 1933-34  | セグンダ     | 5位  |                  |
| 1934-35  | セグンダ     | 1位  |                  |
| 1935-36  | プリメーラ   | 12位 |                  |
| 1939-40  | セグンダ     | 2位  |                  |
| 1940-41  | セグンダ     | 5位  |                  |
| 1941-42  | セグンダ     | 6位  |                  |
| 1942-43  | セグンダ     | 4位  |                  |
| 1943-44  | セグンダ     | 13位 |                  |
| 1944-45  | テルセーラ   | 2位  |                  |
| 1945-46  | テルセーラ   | 5位  |                  |
| 1946-47  | テルセーラ   | 2位  |                  |
| 1947-48  | テルセーラ   | 1位  |                  |
| 1948-49  | テルセーラ   | 1位  |                  |
| 1949-50  | セグンダ     | 7位  |                  |
| 1950-51  | セグンダ     | 7位  |                  |
| 1951-52  | セグンダ     | 6位  |                  |
| 1952-53  | セグンダ     | 1位  |                  |
| 1953-54  | プリメーラ   | 13位 |                  |
| 1954-55  | セグンダ     | 9位  |                  |
| 1955-56  | セグンダ     | 1位  |                  |
| 1956-57  | プリメーラ   | 6位  |                  |
| 1957-58  | プリメーラ   | 5位  |                  |
| 1958-59  | プリメーラ   | 8位  |                  |
| 1959-60  | プリメーラ   | 15位 |                  |
| 1960-61  | セグンダ     | 1位  |                  |
| 1961-62  | プリメーラ   | 12位 |                  |
| 1962-63  | プリメーラ   | 15位 |                  |
| 1963-64  | セグンダ     | 5位  |                  |
| 1964-65  | セグンダ     | 10位 |                  |
| 1965-66  | セグンダ     | 9位  |                  |

| シーズン | ディビジョン | 順位 | コパ・デル・レイ |
| -------- | ------------ | ---- | ---------------- |
| 1966-67  | セグンダ     | 4位  |                  |
| 1967-68  | セグンダ     | 15位 |                  |
| 1968-69  | テルセーラ   | 1位  |                  |
| 1969-70  | セグンダ     | 15位 |                  |
| 1970-71  | テルセーラ   | 4位  |                  |
| 1971-72  | テルセーラ   | 1位  |                  |
| 1972-73  | セグンダ     | 15位 |                  |
| 1973-74  | セグンダ     | 17位 |                  |
| 1974-75  | テルセーラ   | 1位  |                  |
| 1975-76  | セグンダ     | 19位 |                  |
| 1976-77  | テルセーラ   | 1位  |                  |
| 1977-78  | セグンダ     | 10位 |                  |
| 1978-79  | セグンダ     | 13位 |                  |
| 1979-80  | セグンダ     | 3位  |                  |
| 1980-81  | プリメーラ   | 11位 |                  |
| 1981-82  | プリメーラ   | 10位 |                  |
| 1982-83  | プリメーラ   | 14位 |                  |
| 1983-84  | プリメーラ   | 15位 |                  |
| 1984-85  | プリメーラ   | 6位  |                  |
| 1985-86  | プリメーラ   | 14位 |                  |
| 1986-87  | プリメーラ   | 15位 |                  |
| 1987-88  | プリメーラ   | 5位  |                  |
| 1988-89  | プリメーラ   | 10位 |                  |
| 1989-90  | プリメーラ   | 8位  |                  |
| 1990-91  | プリメーラ   | 4位  |                  |
| 1991-92  | プリメーラ   | 15位 |                  |
| 1992-93  | プリメーラ   | 10位 |                  |
| 1993-94  | プリメーラ   | 20位 |                  |
| 1994-95  | セグンダ     | 7位  |                  |
| 1995-96  | セグンダ     | 10位 |                  |
| 1996-97  | セグンダ     | 16位 |                  |
| 1997-98  | セグンダ     | 15位 |                  |
| 1998-99  | セグンダ     | 13位 |                  |
| 1999-00  | セグンダ     | 2位  |                  |

- 43シーズン - プリメーラ・ディビシオン
- 37シーズン - セグンダ・ディビシオン
- 13シーズン - テルセーラ・ディビシオン
- 1シーズン - 地域リーグ

## 現所属メンバー
2025年2月26日現在
注：選手の国籍表記はFIFAの定めた代表資格ルールに基づく。
| No. | Pos. |          | 選手名                         |
| --- | ---- | -------- | ------------------------------ |
| 1   | GK   | スペイン | セルヒオ・エレーラ             |
| 3   | DF   | スペイン | フアン・クルス                 |
| 4   | DF   | スペイン | ウナイ・ガルシア               |
| 5   | DF   | スペイン | ホルヘ・エランド               |
| 6   | MF   | スペイン | ルーカス・トロ                 |
| 7   | MF   | スペイン | ホン・モンカヨラ               |
| 8   | MF   | スペイン | パブロ・イバニェス             |
| 9   | FW   | スペイン | ラウール・ガルシア・デ・アーロ |
| 10  | MF   | スペイン | アイマル・オロス               |
| 11  | MF   | スペイン | キケ・バルハ                   |
| 12  | DF   | スペイン | ヘスス・アレソ                 |

| No. | Pos. |            | 選手名                     |
| --- | ---- | ---------- | -------------------------- |
| 13  | GK   | スペイン   | アイトール・フェルナンデス |
| 14  | MF   | スペイン   | ルベン・ガルシア           |
| 15  | DF   | スペイン   | ルベン・ペニャ             |
| 16  | MF   | スペイン   | モイ・ゴメス               |
| 17  | FW   | クロアチア | アンテ・ブディミル ★       |
| 18  | MF   | スペイン   | イケル・ムニョス           |
| 19  | FW   | スペイン   | ブライアン・サラゴサ       |
| 20  | FW   | スペイン   | ホセ・アルナイス           |
| 22  | DF   | カメルーン | エンソ・ボヨモ ()          |
| 23  | DF   | スペイン   | アベル・ブレトーネス       |
| 24  | DF   | スペイン   | アレハンドロ・カテナ       |

※括弧内の国旗はその他保有国籍、もしくは市民権、星印はEU圏外選手を示す。

### リザーブチーム
注：選手の国籍表記はFIFAの定めた代表資格ルールに基づく。
| No. | Pos. |          | 選手名                       |
| --- | ---- | -------- | ---------------------------- |
| 29  | MF   | スペイン | アシエル・オサンベラ         |
| 31  | GK   | スペイン | パブロ・バレンシア           |
| 32  | GK   | ギリシャ | ディミトリオス・スタマタキス |

| No. | Pos. |          | 選手名                 |
| --- | ---- | -------- | ---------------------- |
| 33  | FW   | スペイン | カルロス・ルンブレラス |
| 41  | FW   | スペイン | イニゴ・アルギビデ     |

### ローン移籍
in
注：選手の国籍表記はFIFAの定めた代表資格ルールに基づく。
| No. | Pos. |          | 選手名                                        |
| --- | ---- | -------- | --------------------------------------------- |
| 19  | FW   | スペイン | ブライアン・サラゴサ (バイエルン・ミュンヘン) |

out
注：選手の国籍表記はFIFAの定めた代表資格ルールに基づく。
| No. | Pos. |          | 選手名                        |
| --- | ---- | -------- | ----------------------------- |
| --  | FW   | スペイン | イケル・ベニート (ミランデス) |

| No. | Pos. |          | 選手名                        |
| --- | ---- | -------- | ----------------------------- |
| --  | FW   | スペイン | アンデル・ヨルディ (コルドバ) |

### スタッフ
| 役職                 | 氏名                   |
| -------------------- | ---------------------- |
| 監督                 | ビセンテ・モレノ       |
| アシスタントコーチ   | ビトール・アルキサ     |
| フィジカルコーチ     | ペペ・コンデ           |
| フィジカルコーチ     | フアンチョ・マルティン |
| GKコーチ             | リカルド・サンソル     |
| スポーツディレクター | ブラウリオ・バスケス   |

## 歴代監督
- バルタサル・アルベニス 1955-1957
- イグナシオ・エイサギーレ 1959-1960
- バルタサル・アルベニス 1963, 1971-1972
- アントニオ・バリオス 1973-1974
- ラファエル・ベニテス 1996
- ペドロ・マリア・サバルサ 1996-1997
- ミゲル・アンヘル・ソラ 1997
- エンリケ・マルティン・モンレアル 1997-1999
- ミゲル・アンヘル・ロティーナ 1999-2002
- ハビエル・アギーレ 2002-2006
- ホセ・アンヘル・シガンダ 2006-2008
- ホセ・アントニオ・カマーチョ 2008-2011
- ホセ・ルイス・メンディリバル 2011-2013
- ハビ・グラシア 2013-2014
- ヤン・ウルバン 2014-2015
- ホセ・マヌエル・マテオ 2015
- エンリケ・マルティン 2015-2016
- ホアキン・カパロス 2016-2017
- ペタル・ヴァシリエヴィッチ 2017
- ディエゴ・マルティネス 2017-2018
- ハゴバ・アラサテ 2018-2024
- ビセンテ・モレノ 2024-

## 歴代所属選手

### GK
- イグナシオ・エイサギーレ 1956-1960
- マヌエル・アルムニア 1999-2000

- ヌーノ 2000-2001

### DF
- ヨン・アンドニ・ゴイコエチェア 1985-1988
- イニャキ・デスカルガ 1996-1999
- アントニオ・ロペス 2002-2004

- ハビエル・フラーニョ 2005-2009
- ナチョ・モンレアル 2006-2011
- セサル・アスピリクエタ 2007-2010

### MF
- ジョゼップ・マリア・フステ 1960-1962
- ティコ 1996-1999
- パブロ・オルバイス 1996-2000
- パチ・プニャル 1997-2014
- クリスティアン・マンフレディーニ 2002-2003
- パブロ・ガルシア 2002-2005
- ラウール・ガルシア 2004-2007
- フアンフラン
- ジャバド・ネクナム 2006-2012
- エクトル・フォント 2006-2009

- シャビエル・マルガイラス 2007-2009
- ウーゴ・ヴィアナ 2007-2008
- ハビ・ガルシア 2007-2008
- ヤロスラフ・プラシル 2007-2009
- マスード・ショジャエイ 2008-2013
- ステファン・サンデー 2008-2009
- ハビエル・カジェハ 2009-2012
- ハビエル・カムーニャス 2009-2011
- シシーニョ 2012-2015

### FW
- パコ・ビエンソバス 1934-1940
- サンティアゴ・エスケーロ 1994-1996、2008-2009
- トーマス・クリスチャンセン 1994
- ヨン・アンドニ・ゴイコエチェア 1999
- ジョン・アロイージ 2001-2005
- ピニェイロ 2003
- ピエール・ウェボ 2003-2007
- サボ・ミロシェビッチ 2004-2007
- マルセロ・ソサ 2005-2006
- ベルナルド・ロメオ 2005-2007
- ロベルト・ソルダード 2006-2007
- ハビエル・ポルティージョ 2007-2009
- カルロス・ベラ 2007-2008
- カルロス・アランダ 2009-2011
- アドリアン・ロペス 2019-2021

## エンブレム
中央のライオンはパンブローナ市章から。それを取り囲む鎖のモチーフは、スペインの国章と同じくナバラ王国を象徴する。王冠もナバラ王国のものだが、設立当時はスペイン王国のものだった。ただし1931年から1939年の第二共和制時代には王冠の無いエンブレムが使われた。赤と青の色は、設立当時に合併した2つのチームカラーとの説がある。最初のエンブレムには、背景にボールが配置されていたが、1931年に無くなった。2000年に少し修正され、ライオンの背景が水色から白に変えられた。